# Federico Corssen Decher
Federico Corssen Decher nació el 25 de diciembre de 1895 en Santiago de Chile. Ingeniero naval mecánico y arquitecto naval. Profesor de la Escuela de Ingenieros de la Armada. Reconocido por sus logros en el ámbito de la ingeniería y por su destacada labor ciudadana.

## Reseña biográfica

### Nacimiento e infancia
Federico Corssen Decher nació el 25 de diciembre de 1895. Estudió en el Colegio Alemán de Valparaíso hasta ingresar, a los 14 años, a la Escuela de Ingeniería de la Armada. Egresó cuatro años más tarde, con las notas más altas de su curso y el título de Aspirante a Ingeniero.
Después de 3 años de estudios especiales, obtuvo el título de Constructor Naval. Entre 1925 y 1928 estuvo trabajando en Londres como Constructor Naval de la Embajada de Chile. Allí tuvo a su cargo la inspección de la construcción de destructores, submarinos y naves auxiliares para la Armada.

## Vida personal
Federico Corssen y su esposa, Liliana Müller, tuvieron cuatro hijos. Tres de ellos son ingenieros, en especialidades civil, agronomía y mecánica. En 1994, al celebrar sus 80 años de profesión en el Colegio de Ingenieros de Chile, don Federico se refirió con gran modestia a sus logros. “Sólo significan para mi el cabal cumplimiento de mi deber”, dijo; y a los ingenieros jóvenes les aconsejó: “Sean siempre honestos, constantes, severos consigo mismos y sensibles y bondadosos con los demás”.

### Hazaña
La noche del 21 de mayo de 1940 se desató un fortísimo temporal en el puerto de Valparaíso.
Fuera de la bahía se hallaba el acorazado “Almirante Latorre”, que empezó a garrear, no resistiendo sus anclas. Todos los esfuerzos hechos por los remolcadores de la Armada no pudieron evitar que este coloso retrocediera y se acercara cada vez más al dique flotante. A cincuenta metros del dique se hallaba un langostero con el que el acorazado colisionó. La pequeña embarcación fue lanzada contra el dique y se hundió. Todos los esfuerzos hechos por la tripulación del “Almirante Latorre” para evitar una catástrofe fueron vanos. Pocos minutos más tarde la gran nave chocó con el dique que contenía al vapor Chile de 4.200 toneladas de registro que rompió su cubierta y ambos se hundieron. Después de grandes esfuerzos la tripulación del acorazado logró ubicarlo al abrigo del molo del puerto.
Desde un remolcador, Corssen dirigió desde el primer momento las obras de contención, pero viendo que las bombas eran incapaces de disminuir el agua en los estanques, evacuó de inmediato a todo el personal a bordo (cerca de 90 personas). Media hora después, dique y vapor dieron vuelta de campana. El “Chile” se fue a fondo y el dique asomó más tarde como una enorme plataforma. Una hora más tarde, Corssen tomó un falucho equipado con compresoras, taladros, mangueras, equipos de buzos, y un grupo de su más competente personal, para inyectar aire en los compartimientos averiados y tapar las roturas. Durante una semana continuó este trabajo hasta dejar al dique flotando nuevamente, aunque invertido. Así lo entregó a los aseguradores británicos de Lloyd’s, quienes hicieron venir a compañías de rescate desde Estados Unidos y Europa para volverlo a su posición. Después de 6 meses de estudios, los expertos lo estimaron imposible, y por lo tanto, la compañía declaró pérdida total y pagó 85 mil libras, el valor real del dique, a Astilleros Las Habas.
Durante ese tiempo, Corssen había estudiado paralelamente el caso. Presentó al directorio de la empresa, entonces, un modelo a escala de cómo podrían recuperar el dique luego de comprar los restos como fierro viejo. Así lo hicieron, pues en esa época, plena Guerra Mundial, era imposible mandar a construir otro. Ocho meses emplearon Corssen y su equipo en la reparación de las averías del casco y de la cubierta.
Para entrar a los compartimientos y poder hacer las reparaciones, confeccionaron campanas de aire (esclusas) y operarios especialmente entrenados trabajaron en su interior con aire a presión. Los estanques laterales de estribor fueron divididos para obtener 20 compartimientos estancos, reforzados, con su propio sistema de inundación y achique, y mangueras para desalojar el agua mediante aire a presión. Dos faluchos equipados con 10 compresores de gran potencia, suministraban el aire para la operación. Una estación central, con mangueras y válvulas, controlaba cada uno de los estanques.
El sábado 15 de agosto de 1941, al amanecer, comenzaron las maniobras de rescate con la inundación de algunos estanques, de acuerdo al programa. A las 14 horas, el dique se había sumergido casi totalmente; el giro alcanzado era de casi 90°. Venía entonces, la parte más importante: inyectar aire a presión a los estanques de adrizamiento para rebasar la posición ya adquirida. Todo marchaba perfectamente hasta que, al llegar a los 110°, se detuvo la rotación y el dique volvió a su posición anterior. La gran cantidad de personas de Valparaíso que observaba desde sus casas y la costanera, pensó, desilusionada, que la operación había fracasado.
Buzos enviados por Corssen detectaron la falla en una de las tapas de los estanques principales. Como ya era tarde, las obras fueron suspendidas hasta el día siguiente.
Reparada la tapa, echaron a andar las compresoras, esta vez a plena capacidad, inyectando el máximo de aire posible. De inmediato se pudo apreciar su efecto, porque en menos de dos horas, el dique había alcanzado un giro de 130°. Luego aparecieron los flotadores y unos minutos después, la parte superior de la amurada de babor del dique, con lo cual la maniobra quedaba asegurada. Finalmente, abrieron las válvulas de los estanques que aún permanecían con agua y la estructura comenzó a subir verticalmente, hasta quedar con todos sus compartimientos vacíos y el dique flotando en su posición normal, cerca de las 18 horas. En ese momento, los buques en la bahía hicieron sonar sus pitos y sirenas en señal de júbilo.(Era 16 de agosto, paradojalmente, el mismo día en que Federico Corssen murió, a los 107 años, en 2002).
Las averías eran grandes, y dado que no había otros diques disponibles en este lado del Pacífico, gran cantidad de técnicos e ingenieros se dedicaron a su reparación. Tres meses después, pudo entrar nuevamente en servicio. La recuperación del dique costó a Aserradero Las Habas, el 20% del monto pagado por el seguro. Este trabajo fue considerado por institutos y centros de ingeniería como una hazaña.
Federico Corssen fue felicitado por el entonces Presidente de la República, Pedro Aguirre Cerda, los jefes de la Armada y varios centros de arquitectos navales extranjeros y de astilleros europeos. La Municipalidad de Valparaíso le confirió el título de Hijo Predilecto y Ciudadano Honorario de Valparaíso, y la Asociación de Ingenieros y Capitanes de la Marina Mercante Nacional le otorgó la Medalla al Mérito.

## Premios y reconocimientos
- Hijo predilecto de Valparaíso y Ciudadano Honorario (1941)
- Miembro del instituto de Constructores Navales Británicos
- Miembro de la orden de ingenieros ilustres del Colegio de Ingenieros de Chile